# Rafael Alencar

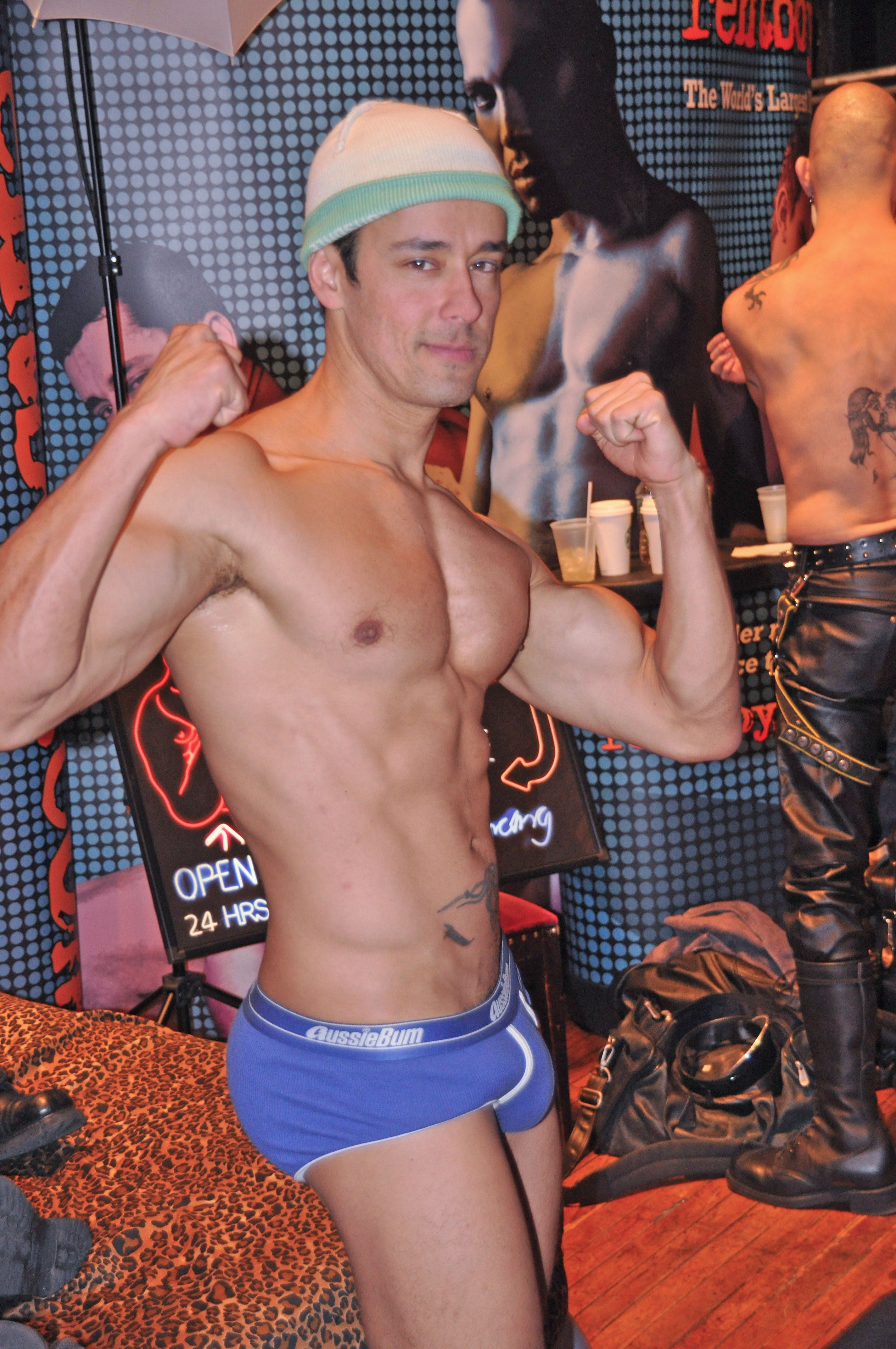
Rafael Alencar, 2011

Rafael Alencar (João Pessoa, 18 juli 1978) is een Braziliaanse pornoacteur en -model. Hij schiet voornamelijk homoseksuele pornofilms en heeft een goede reputatie in de porno-industrie, omdat hij acteertalent combineert met professionele discipline. Hij heeft gewerkt met alle bekende acteurs in de industrie en met de grote productiebedrijven zoals Falcon Studios en Raging Stallion Studios. Hij heeft ook de covers van vele tijdschriften wereldwijd opgeluisterd. Rafael Alencar is een van de iconen van de internationale homoscene van vandaag.

## Het leven
Rafael is geboren in João Pessoa, de jongste van vier kinderen van Joodse Portugese ouders. Hij spreekt vloeiend Duits, Engels, Hebreeuws, Portugees en Spaans. Na school studeerde hij tandheelkunde en werkte hij enkele jaren als tandarts in een kliniek in São Paulo. Uiteindelijk besloot hij als model aan de kant te gaan staan en begon hij te poseren voor verschillende ondergoedmerken, waaronder Calvin Klein. Al snel werd bekend dat hij een indrukwekkende penis van 23 centimeter heeft. En in 2003 werd hij ontdekt door de regisseur van de gelijknamige homofilmproductiemaatschappij, Kristen Bjorn, en begon hij een carrière als internationaal pornoacteur. Rafael Alencar over de attributen van zijn succes: "Dankzij mijn vader, die me een grote lul gaf [Had je vader ook een grote lul?] Hij heeft een enorme lul. Als we het over pornofilms hebben, denk ik dat het belangrijkste is dat als je een grote lul hebt en later op een mooi lichaam een mooi gezicht." (Interview op thesword.com). Hij heeft ook gewerkt voor bedrijven als Falcon, Hot House Entertainment, Lucas Entertainment, Men.com, Raging Stallion Studios en Studio 2000. Rafael is ook fotograaf, regisseur en producent. Hij was medeoprichter van het productiebedrijf Black Scorpion Entertainment en runt een website over vuurtorens over de hele wereld. In 2003 verhuisde Rafael van São Paulo naar Hamburg en vandaar naar de VS, waar hij kort daarna een groene kaart kreeg.
Op de GayVN Awards 2004 ontving hij zijn eerste nominatie voor beste bijrol. Het jaar daarop werd hij genomineerd voor beste acteur. Na talrijke nominaties kreeg hij uiteindelijk de prijs voor beste verleiding, in porno Wall Street in 2010.
De aflevering Prison Shower van de serie Drill My Hole van Men.com wordt beschouwd als het hoogtepunt van zijn carrière, waarmee hij een groter publiek wist te bereiken. In deze aflevering is hij het dominante onderdeel van een agressieve seksscène met Johnny Rapid, die onder andere leidde tot de doorbraak in Johnny Rapid's carrière als pornoacteur. Rafael werkte ook met acteurs als Dionisio Heiderscheid.
In 2018 kondigde hij in een interview het einde van zijn pornocarrière aan. Als grootste fout in zijn carrière noemde hij zijn deelname aan enkele heteroseksuele pornofilms.

## Filmografie
- 2003: Men Amongst the Ruins
- 2003: 8 Inches
- 2003: Ace in the Hole
- 2003: Penetrados
- 2004: ParaShooter
- 2004: Bad Boys Club 1
- 2004: Kolbenfresser
- 2004: Smoking Pistons
- 2004: The American Lover
- 2004: Getting It Straight
- 2004: Gored
- 2005: The American Lover
- 2005: In The Jeans
- 2005: Hard as Wood
- 2005: Machos Ibericos
- 2005: Play On
- 2005: Weekend Blowout
- 2005: Dreams of Rafael
- 2005: Blond Fight
- 2006: Obsession
- 2006: The American Lover
- 2006: Bar Trade
- 2006: Manhunt 2.0
- 2006: Fistpack 6: Can Openers
- 2006: Ass Quest 2
- 2007: Hunger
- 2008: Men Island
- 2008: Jock Strap
- 2008: Orgies of Black Scorpion
- 2008: King Size
- 2008: Return to Fire Island
- 2009: Return to Fire Island 2
- 2009: Wall Street
- 2009: Kent North Collection
- 2009: Verboten
- 2009: Black and Blue
- 2009: Blue
- 2009: Ace Hanson Superstar
- 2009: Grunts
- 2009: Humongous Cock 1
- 2009: Pounding The Pavement
- 2009: Cock Cribs
- 2009: Paris Playboys
- 2009: Lust
- 2009: Kings of New York
- 2009: Passion
- 2009: Men in Stockings
- 2009: Return to Fire Island 2
- 2009: Revenge
- 2010: Heat Wave
- 2010: Show Case
- 2010: Pissed On
- 2010: The Best of Francois Sagat 3
- 2010: Four Play
- 2010: Boners
- 2010: Instinct
- 2010: Humongous Cock 7
- 2010: Bed Room Eyes
- 2010: Unloaded
- 2010: Inked Guys
- 2010: Hairy Boyz
- 2010: Cum
- 2010: Rafael in Paris
- 2010: The Art of Fucking
- 2010: Coat Your Throat
- 2010: Reckless
- 2010: Assassin
- 2010: Fuck Me Hard
- 2010: The Best of Josh Weston
- 2011: Feet Extreme
- 2011: Back Room 17
- 2011: Fuck
- 2011: Fuck Me Harder
- 2011: Heat Wave 2
- 2011: Piss
- 2011: Blow Jobs
- 2011: Ross Hurston Collection
- 2011: Executives: Gentlemen 3
- 2011: Hot Property
- 2011: Humongous Cocks 10
- 2011: Cum Guzzlers
- 2011: Assassin
- 2012: Boston Boy Bangers
- 2012: Cock Riders
- 2012: Cock Suckers
- 2012: Drill My Hole 5
- 2012: Drill My Hole 6
- 2012: Hooker Stories
- 2012: Jizz Orgy
- 2012: Rafael Rules
- 2013: Jizz Orgy 2
- 2013: Jizz Orgy 3
- 2013: Best of Rafael Alencar
- 2013: Cum in My Mouth
- 2013: Fuck and Cum
- 2013: Fuck and Cum: Director's Cut
- 2013: Harder, Faster, Rougher
- 2013: Johnny Rapid: Power Bottom
- 2013: Love and Devotion
- 2013: Prison Shower
- 2013: Rafael Alencar: Ass Destroyer
- 2014: Masculine Embrace
- 2014: Pack

## Prijzen
- GayVN Performer of the Year (2010)
- GayVN Best Cum Shot (2010)
- International Escort Awards Escort of the Year (2011)